# 圣皮耶尔-迪松佐
圣皮耶尔-迪松佐（義大利語：San Pier d'Isonzo），是意大利弗留利-威尼斯朱利亚大区戈里齐亚省的一个市镇。总面积9平方公里，人口2021人，人口密度224.6人/平方公里（2009年）。ISTAT代码为031021。